# Stráž (Šumavské podhůří)
Stráž (701 m n. m.) je nejvyšší bod Bavorovské vrchoviny v Šumavském podhůří. Nachází se na levém břehu řeky Blanice, 0,4 km severozápadně od obce Zábrdí a 5 km severozápadně od Prachatic.
Samotné jméno kopce Stráž naznačuje že šlo o strážní místo. V okolí se rýžovalo zlato, probíhala tudy stará obchodní cesta, takže stráž na Stráži měla opodstatnění.